# دانشکده علوم پزشکی مراغه
دانشکده علوم پزشکی مراغه دانشکده‌ای زیر نظر وزارت بهداشت، درمان و آموزش پزشکی واقع در شهر مراغه می‌باشد. این دانشکده در سال ۱۳۹۱ با ارتقا دانشکده پرستاری و مامایی مراغه تأسیس شد و مسئول ارائه خدمات بهداشتی درمانی به جمعیتی بیش‌از ۲۵۰ هزار نفر در شهرستان مراغه در جنوب استان آذربایجان شرقی است.

## تاریخچه
دانشکده پرستاری و مامایی مراغه بر اساس مصوبه سی و هفتمین نشست شورای گسترش دانشگاه های علوم پزشکی در سال ۱۳۶۹ تاسیس گردید و در سال ۱۳۸۶ به محل کنونی که شامل فضایی به مساحت ۱۰۰ هکتار و زیر بنایی بیش از ۸۰۰۰ متر مربع می باشد انتقال یافت. این دانشکده در سال ۱۳۹۱ از دانشگاه علوم پزشکی تبریز منفک شد و به دانشکده علوم پزشکی مراغه ارتقا یافت.

## بیمارستان‌ها و مراکز تحقیقاتی

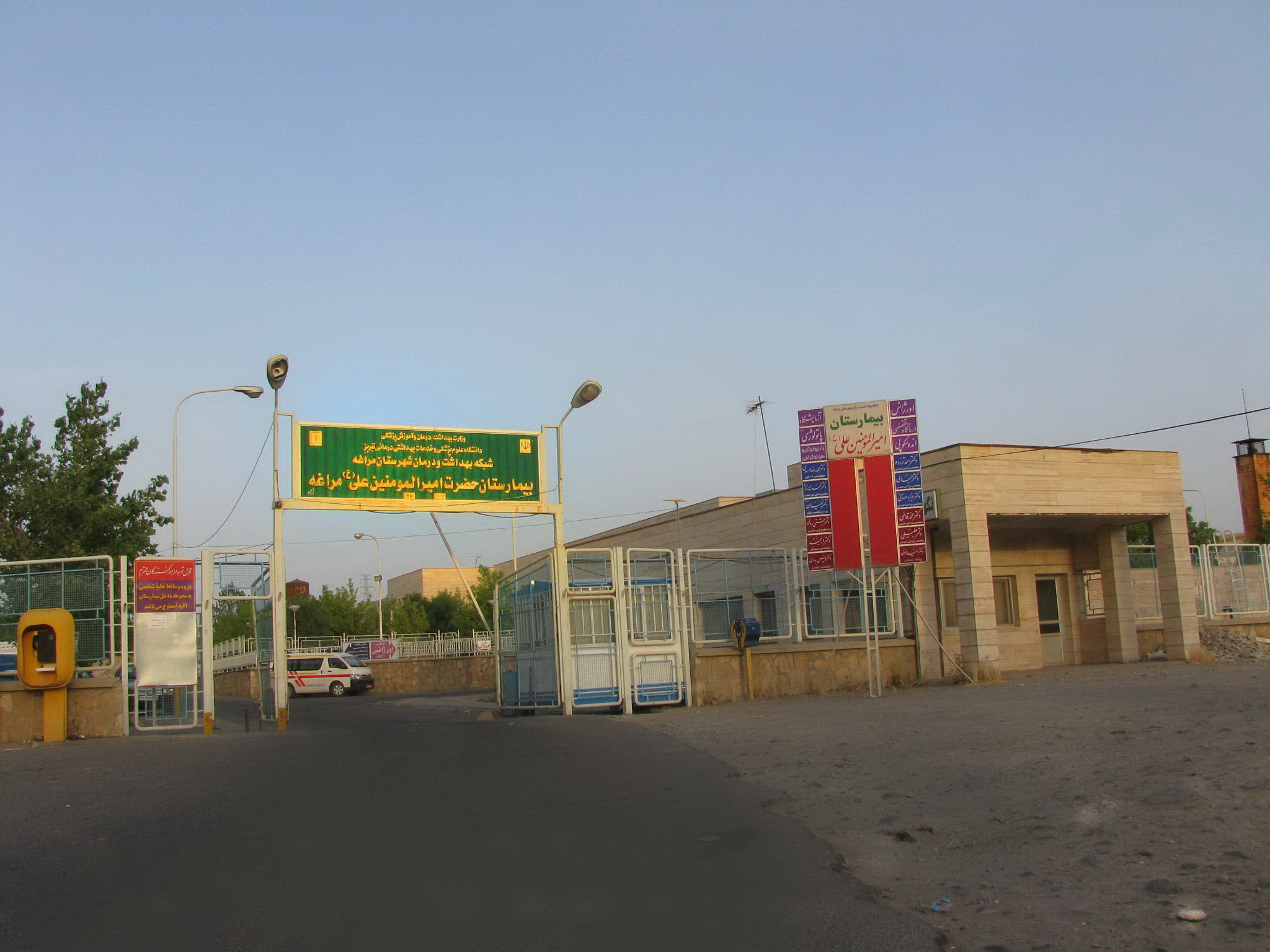
بیمارستان حضرت امیرالمومنین

### بيمارستان‌ها
- بیمارستان حضرت امیرالمومنین
- بیمارستان شهید بهشتی
- بیمارستان بوعلی سینا

### مراکز تحقیقاتی
- مرکز تحقیقات گیاهان دارویی[۳]
- مرکز تحقیقات مدیریت سلامت مبتنی بر شواهد